# The Rokes
The Rokes war eine britische Beatband, die hauptsächlich in Italien tätig war.

## Bandgeschichte
Die Gruppe entstand Anfang der 60er-Jahre in London als Shel Carson Combo. Neben Gründer Shel Shapiro waren die Mitglieder Bobby Posner, Johnny Charlton und Mike Shepstone. 1963 wurde die Gruppe in Hamburg als Begleitband von Colin Hicks für eine Italientournee verpflichtet, nun unter dem Namen The Cabin Boys. Dabei wurde sie von Teddy Reno, dem Manager von Rita Pavone, entdeckt. Daraufhin nahmen die vier Musiker den definitiven Namen The Rokes an und begleiteten zuerst Pavone auf einer Tournee. 1964 debütierte die Band in Italien schließlich mit der Single Shake, Rattle and Roll. Mit der zweiten Single Un’anima pura machte sie bei einem Newcomerfestival auf sich aufmerksam.
Mit der Single C’è una strana espressione nei tuoi occhi (Original: When You Walk in the Room von den Searchers), ihrem Debütalbum und Auftritten im Film Rita la figlia americana (mit Rita Pavone und Totò) sowie in Werbekampagnen gelang The Rokes 1965 der erhoffte Durchbruch. Große Erfolge feierte die Band 1966 mit den Singles Che colpa abbiamo noi und È la pioggia che va, welche Platz drei bzw. Platz eins der italienischen Singlecharts erreichten. In diesem Jahr veröffentlichte die Band daneben gleich zwei Alben, The Rokes Vol. 2 und das sehr erfolgreiche Che mondo strano. Die B-Seite von È la pioggia che va, Piangi con me, war 1967 in der englischen Version Let’s Live for Today von The Grass Roots auch ein Erfolg in den amerikanischen Billboard Hot 100. Beim Sanremo-Festival 1967 präsentierte die Band zusammen mit Lucio Dalla das Lied Bisogna saper perdere, das ebenfalls ein großer Erfolg wurde. Es folgten Singles wie Ricordo quando ero bambino oder Cercate di abbracciare tutto il mondo come noi. 
Mit Le opere di Bartolomeo kehrten The Rokes, diesmal zusammen mit dem Vokalensemble The Cowsills, 1968 nach Sanremo zurück, verfehlten allerdings das Finale. In diesem Jahr veröffentlichte die Gruppe noch die Single Lascia l’ultimo ballo per me und das vierte Album, die Verkäufe waren jedoch rückläufig. Außerdem hatte die Gruppe noch einen Filmauftritt in der Westernparodie Sing nicht, schieß!. Die dritte Sanremo-Teilnahme 1969 an der Seite von Nada mit dem Lied Ma che freddo fa war zwar ein Erfolg (Platz fünf im Finale), konnte die Popularität der Band aber nicht wiederbeleben. Nach einigen weiteren wenig beachteten Singles gaben The Rokes 1970 ihre Auflösung bekannt. Shel Shapiro blieb auch danach in Italien und ist seitdem hauptsächlich als Songwriter und Produzent tätig.

## Diskografie

### Alben
| Jahr | Titel            | Höchstplatzierung, Gesamtwochen/‑monate, AuszeichnungChartsChartplatzierungen (Jahr, Titel, Platzierungen, Wochen/Monate, Auszeichnungen, Anmerkungen) | Anmerkungen |
| Jahr | Titel            | IT | Anmerkungen |
| ---- | ---------------- | --- | ----------- |
| 1966 | Che mondo strano | IT2 (6 Mt.)IT | Arc         |

Weitere Alben
- 1965: The Rokes
- 1966: The Rokes vol. 2
- 1968: The Rokes
- 1969: I successi dei Rokes
- 1977: These Were the Rokes
- 1988: Anthology
- 1993: Dal vivo al teatro Parioli 1969

### Singles (Auswahl)
| Jahr | Titel Album                                              | Höchstplatzierung, Gesamtwochen, AuszeichnungChartsChartplatzierungen (Jahr, Titel, Album, Platzierungen, Wochen, Auszeichnungen, Anmerkungen) | Anmerkungen                                                                      |
| Jahr | Titel Album                                              | IT | Anmerkungen                                                                      |
| ---- | -------------------------------------------------------- | --- | -------------------------------------------------------------------------------- |
| 1966 | Grazie a te –                                            | IT12 (3 Wo.)IT | B-Seite: La mia città                                                            |
| 1966 | Che colpa abbiamo noi –                                  | IT3 (21 Wo.)IT | B-Seite: Piangi con me Original: Cheryl’s Going Home von Bob Lind                |
| 1966 | È la pioggia che va Che mondo strano                     | IT1 (15 Wo.)IT | B-Seite: Finché c’è musica mi tengo su Original: Remember the Rain von Bob Lind  |
| 1967 | Bisogna saper perdere –                                  | IT4 (11 Wo.)IT | B-Seite: Non far finta di no                                                     |
| 1967 | Ricordo quando ero bambino The Rokes                     | IT8 (12 Wo.)IT | A-Seite: Eccola di nuovo (Original: Here Comes My Baby von Cat Stevens)          |
| 1967 | Cercate di abbracciare tutto il mondo come noi The Rokes | IT12 (4 Wo.)IT | B-Seite: Regency Sue                                                             |
| 1968 | Le opere di Bartolomeo The Rokes                         | IT15 (2 Wo.)IT | B-Seite: Siamo sotto il sole                                                     |
| 1968 | Lascia l’ultimo ballo per me The Rokes                   | IT16 (4 Wo.)IT | B-Seite: Io vivrò senza te Original: Save the Last Dance for Me von The Drifters |
| 1969 | 28 giugno –                                              | IT23 (2 Wo.)IT | B-Seite: Mary                                                                    |

## Filmografie
- 1965: Rita la figlia americana
- 1965: Altissima Pressione
- 1968: Sing nicht, schieß! (Non cantare, spara)
- 2001: Judas (Giuda) (Fernsehfilm) (nur Shel Shapiro)

## Belege
1. ↑  Guido Racca: M&D Borsa Album 1964-2019. Selbstverlag, 2019, ISBN 978-1-09-470500-2, S. 266.
2. ↑  Guido Racca: M&D Borsa Singoli 1960-2019. Selbstverlag, 2019, ISBN 978-1-09-326490-6, S. 368 f.